# John Duff
Le Capitaine John Francis Duff, né à Jiujiang (Chine) le 17 janvier 1895 et mort le 8 janvier 1958, était un pilote de course canadien. 

## Biographie
Le 30 septembre 1922, lors du handicap court 100 MPH à la fin de la course, les freins (situés seulement à l'arrière) de la Blitzen-Benz no 3 prêtée par son propriétaire d'alors Lydston G. Hornsted lâchent lorsqu'il est au volant dans son tour le plus rapide sur le haut de la bande courbée du circuit de Brooklands à 184,21 km/h, franchissant la barrière de protection supérieure du virage de l'extrémité nord de l'anneau de vitesse, pour s'écraser. L'épave est ensuite renvoyée à l'usine-mère de Mannheim.
Coéquipier de Frank Clement, Duff a participé à trois éditions des 24 Heures du Mans de 1923 à 1925, et a remporté celle de 1924, après avoir été quatrième la précédente saison. 
Il est, encore de nos jours, le seul Canadien à avoir remporté l'épreuve mancelle. 
Il termine aussi neuvième des 500 miles d'Indianapolis 1926 sur Elear Speciale, après être parti en dernière position. La même année, il arrête la compétition, à la suite d'un accident.
Il meurt le 8 janvier 1958 dans la forêt anglaise d'Epping, après une chute de cheval.